# Boston Celtics 1968-1969
La stagione 1968-69 dei Boston Celtics fu la 23ª nella NBA per la franchigia.
I Boston Celtics arrivarono quarti nella Eastern Division con un record di 48-34. Nei play-off vinsero la semifinale di division con i Philadelphia 76ers (4-1), la finale di division con i New York Knicks (4-2), vincendo poi il titolo battendo nella finale NBA i Los Angeles Lakers (4-3).
Al termine della stagione si ritirarono Bill Russell e Sam Jones. Fu la fine della cosiddetta era della Dinastia.

## Eastern Division
| Squadra            | V  | P  | %    | GB |
| ------------------ | -- | -- | ---- | -- |
| Baltimore Bullets  | 57 | 25 | 69,5 | -  |
| Philadelphia 76ers | 55 | 27 | 67,1 | 2  |
| N.Y. Knicks        | 54 | 28 | 65,9 | 3  |
| Boston Celtics C   | 48 | 34 | 58,5 | 9  |
| Cincinnati Royals  | 41 | 41 | 50,0 | 16 |
| Detroit Pistons    | 32 | 50 | 39,0 | 25 |
| Milwaukee Bucks    | 27 | 55 | 32,9 | 30 |

## Roster
| \| Pos. \| Num. \| Naz. \| Nome \| Altezza \| Peso \| Data nascita \| Provenienza \| \| ---- \| ---- \| ---- \| ---------------- \| ------- \| ------ \| ------------ \| ---------------------- \| \| A/C \| 28 \| \| Barnes, Jim \| 203 cm \| 95 kg \| 13-04-1941 \| Texas–El Paso \| \| G \| 7 \| \| Bryant, Emmette \| 185 cm \| 79 kg \| 04-11-1938 \| DePaul \| \| G \| 12 \| \| Chaney, Don \| 196 cm \| 95 kg \| 22-03-1946 \| Houston \| \| G \| 11 \| \| Graham, Mal \| 185 cm \| 84 kg \| 23-02-1945 \| New York \| \| G/AP \| 17 \| \| Havlicek, John \| 196 cm \| 92 kg \| 08-04-1940 \| Ohio State \| \| A \| 18 \| \| Howell, Bailey \| 201 cm \| 95 kg \| 20-01-1937 \| Mississippi State \| \| C \| 26 \| \| Johnson, Rich \| 201 cm \| 95 kg \| 18-12-1946 \| Grambling State \| \| G/AP \| 24 \| \| Jones, Sam \| 193 cm \| 90 kg \| 24-06-1933 \| North Carolina Central \| \| A \| 19 \| \| Nelson, Don \| 198 cm \| 95 kg \| 15-05-1940 \| Iowa \| \| A/C \| 29 \| \| Olsen, Bud \| 203 cm \| 100 kg \| 25-07-1940 \| Louisville Cardinals \| \| C \| 6 \| \| Russell, Bill \| 206 cm \| 98 kg \| 12-02-1934 \| San Francisco \| \| A \| 16 \| \| Sanders, Satch \| 198 cm \| 95 kg \| 08-11-1938 \| New York \| \| A \| 20 \| \| Siegfried, Larry \| 191 cm \| 86 kg \| 22-05-1939 \| Ohio State \| | Allenatore - Bill Russell Assistente/i - Joe DeLauri Legenda - (C) Capitano - (FA) Free agent - (S) Sospeso - (TW) Contratto Two-way - (GL) Assegnato a squadra G League affiliata - Infortunato Roster • Transazioni · Ultima transazione: 6 aprile 1969 |                        |                  |         |        |              |                        |
| Pos. | Num. | Naz.                   | Nome             | Altezza | Peso   | Data nascita | Provenienza            |
| A/C | 28 | Stati Uniti (bandiera) | Barnes, Jim      | 203 cm  | 95 kg  | 13-04-1941   | Texas–El Paso          |
| G | 7 | Stati Uniti (bandiera) | Bryant, Emmette  | 185 cm  | 79 kg  | 04-11-1938   | DePaul                 |
| G | 12 | Stati Uniti (bandiera) | Chaney, Don      | 196 cm  | 95 kg  | 22-03-1946   | Houston                |
| G | 11 | Stati Uniti (bandiera) | Graham, Mal      | 185 cm  | 84 kg  | 23-02-1945   | New York               |
| G/AP | 17 | Stati Uniti (bandiera) | Havlicek, John   | 196 cm  | 92 kg  | 08-04-1940   | Ohio State             |
| A | 18 | Stati Uniti (bandiera) | Howell, Bailey   | 201 cm  | 95 kg  | 20-01-1937   | Mississippi State      |
| C | 26 | Stati Uniti (bandiera) | Johnson, Rich    | 201 cm  | 95 kg  | 18-12-1946   | Grambling State        |
| G/AP | 24 | Stati Uniti (bandiera) | Jones, Sam       | 193 cm  | 90 kg  | 24-06-1933   | North Carolina Central |
| A | 19 | Stati Uniti (bandiera) | Nelson, Don      | 198 cm  | 95 kg  | 15-05-1940   | Iowa                   |
| A/C | 29 | Stati Uniti (bandiera) | Olsen, Bud       | 203 cm  | 100 kg | 25-07-1940   | Louisville Cardinals   |
| C | 6 | Stati Uniti (bandiera) | Russell, Bill    | 206 cm  | 98 kg  | 12-02-1934   | San Francisco          |
| A | 16 | Stati Uniti (bandiera) | Sanders, Satch   | 198 cm  | 95 kg  | 08-11-1938   | New York               |
| A | 20 | Stati Uniti (bandiera) | Siegfried, Larry | 191 cm  | 86 kg  | 22-05-1939   | Ohio State             |